# Comté de Karnes
Le comté de Karnes, en anglais : Karnes County, est un comté situé dans le sud de l'État du Texas aux États-Unis. Il est nommé en l'honneur de Henry Wax Karnes, un soldat de la révolution texane. Fondé le 4 février 1854, son siège de comté est la ville de Karnes City. Selon le recensement des États-Unis de 2020, sa population est de 14 710 habitants. Le comté a une superficie de 754 km2, dont 750 km2 en surfaces terrestres.

## Démographie
Lors du recensement de 2010, le comté comptait une population de 14 824 habitants. Elle est estimée, en 2017, à 15 187 habitants.

Pyramide des âges du comté de Karnes (2000).

Selon l'American Community Survey, pour la période 2011-2015, 71,68 % de la population âgée de plus de 5 ans déclare parler l'anglais à la maison, 27,01 % déclare parler l'espagnol, 0,87 % le polonais et 0,45 % une autre langue.